# Amore libero
L'amore libero  (in inglese free love) è un movimento sociale che accetta tutte le forme di amore. L'obiettivo iniziale del movimento era di separare lo stato dalle questioni sessuali, come il matrimonio, il controllo delle nascite e l'adulterio. Secondo questa idea, problemi di questo tipo devono essere oggetto di preoccupazione unicamente delle persone coinvolte e di nessun altro.

## Principi
Gran parte della tradizione dell'amore libero riflette una filosofia libertarista di sinistra e quindi anarchica che cerca la libertà dalla regolamentazione statale e dall'interferenza della chiesa nelle relazioni personali. Secondo questo concetto, le unioni libere di adulti (o persone di età pari o superiore all'età del consenso) sono relazioni legittime che dovrebbero essere rispettate da tutte le terze parti, siano esse affettive o sessuali. Inoltre, alcuni scritti sull'amore libero hanno sostenuto che sia gli uomini che le donne hanno il diritto al piacere sessuale senza restrizioni sociali o legali. Nell'età vittoriana, questa era una nozione radicale. Successivamente, è stato sviluppato un nuovo tema, che collega l'amore libero con il cambiamento sociale radicale, e lo descrive come un presagio di una nuova sensibilità anti-autoritaria e anti-repressiva.
Secondo lo stereotipo di oggi, i primi statunitensi della classe media volevano che la casa fosse un luogo di stabilità in un mondo incerto. A questa mentalità vengono attribuiti ruoli di genere fortemente definiti, che hanno portato a una reazione minoritaria sotto forma di movimento per il libero amore.